# Whayne Wilson
Whayne Wilson Harris (Limón, 7 settembre 1975 – San José, 18 maggio 2005) è stato un calciatore costaricano, di ruolo attaccante.

## Biografia
In seguito ad un incidente stradale in cui è rimasto gravemente ferito (con traumi a cervello, polmoni e reni) e per cui i soccorsi ritardarono ad arrivare, morì alle 7:25 del 18 maggio, dopo esser stato in terapia intensiva. Lasciò quattro figlie, di cui le due più piccole avute con Corina McKenzie, compagna con cui era in procinto di sposarsi il 7 giugno seguente. Era il quinto di sette figli.